# Zernez
Zernez – gmina w Szwajcarii, w kantonie Gryzonia, w regionie Engiadina Bassa/Val Müstair. Ośrodek turystyczny i węzeł komunikacyjny. Zernez leży nad Innem. Siedziba władz Szwajcarskiego Parku Narodowego oraz zarządu firmy Engadiner Kraftwerke. 1 stycznia 2015 do gminy przyłączono gminy Lavin i Susch.

## Demografia
W Zernez mieszkają 1532 osoby. W 2020 roku 19,3% populacji gminy stanowiły osoby urodzone poza Szwajcarią. 

## Transport
Przez teren gminy przebiegają drogi główne nr 27 i nr 28.